# Pavla Vykopalová
Pavla Vykopalová (* 23. března 1972, Praha) je česká operní pěvkyně, jedna z nejobsazovanějších českých sopranistek současnosti.
Vystudovala zpěv na Státní konzervatoři v Praze, studium ukončila v roce 1993. Nejprve byla členkou Pražského filharmonického sboru, sólovou kariéru zahájila jako mezzosoprán pod pedagogickým vedením Lenky Šmídové a od roku 1997 prof. Jiřího Kotouče. V roce 2006 přešla na soprán, v soukromých hodinách pokračuje u prof. Marie Urbanové. Má ve svém repertoáru operní role od baroka až do 20. století, kromě opery se věnuje také oratorní, kantátové i písňové literatuře včetně současné tvorby.

## Angažmá
V průběhu studia na konzervatoři vystupovala v představeních Opery Mozart, po absolvování konzervatoře jí bylo nabídnuto angažmá v operním souboru Divadla Josefa Kajetána Tyla v Plzni (1998). Od ledna 2009 je členkou Národního divadla Brno, zároveň vystupuje jako stálý host opery Národního divadla v Praze (od roku 1999) a Státní opery Praha. V roce 2003 vystoupila v Théâtre du Châtelet v Paříži (role Karolky – Janáček: Její pastorkyňa). V letech 2011–12 ztvárnila v tomtéž díle titulní roli Jenůfy v koprodukci tří francouzských operních domů – Rennes, Limoges a Reims. V roce 2013 účinkovala v titulní roli Janáčkovy Káti Kabanové v sérii představení Dánské národní opery a se stejnou rolí debutovala v roce 2018 na pódiu neapolského Teatro di San Carlo pod taktovkou Juraje Valčuhy. V květnu 2014 vystoupila na turné s dirigentem Ivánem Fischerem a Budapest Festival Orchestra v titulní roli koncertního provedení Dvořákovy Rusalky.

## Sopránové role
Národní divadlo Praha
- Margit (Fibich: Pád Arkuna)
- Jenůfa (Janáček: Její pastorkyňa)
- Antonia (Offenbach: Hoffmannovy povídky)
- Paskalina (Martinů: Hry o Marii)
- Mařenka (Smetana: Prodaná nevěsta)
- Fiordiligi (Mozart: Così fan tutte)
- Hraběnka (Mozart: Figarova svatba)
- Vitellia (Mozart: La clemenza di Tito)
- Donna Elvira, Zerlina (obojí Mozart: Don Giovanni)
- Pamina (Mozart: Kouzelná flétna)

Státní opera Praha
- Micaëla (Bizet: Carmen)
- Liù (Puccini: Turandot)
- Rosalinda (Strauss: Netopýr)
- Desdemona (Verdi: Othello)
- Rusalka (Dvořák: Rusalka)
- Mimì (Puccini: Bohéma)
- Pamina (Mozart: Kouzelná flétna)
- Rosina (Rossini: Lazebník sevillský)

Národní divadlo Brno
- Káťa (Janáček: Káťa Kabanová)
- Helena (Nedbal: Polská krev)
- Sestra Paskalina (Martinů: Hry o Marii)
- Vendulka (Smetana: Hubička)
- Kněžna (Dvořák: Čert a Káča)
- Clémence (Saariaho: Láska na dálku)
- Markétka (Gounod: Faust a Markétka)
- Antonia (Offenbach: Hoffmannovy povídky)
- Míla (Janáček: Osud)
- Donna Elvira (Mozart: Don Giovanni)
- Micaëla: (Bizet: Carmen)
- Hraběnka (Mozart: Figarova svatba)
- Liu (Puccini: Turandot)
- Jenůfa (Janáček: Její pastorkyňa)
- Hraběnka (Mozart: Figarova svatba)
- Rosalinda (Strauss: Netopýr)
- Lauretta (Puccini: Gianni Schicchi)
- Nedda (Leoncavallo: Komedianti)
- Mařenka (Smetana: Prodaná nevěsta)
- Juliette (Martinů: Julietta)
- Rosina (Rossini: Lazebník sevillský)

Ostatní operní produkce
- Káťa (Janáček: Káťa Kabanová) – Teatro di San Carlo, Neapol, 2018
- Káťa (Janáček: Káťa Kabanová) – Danish National Opera 2013
- Jenůfa (Janáček: Její pastorkyňa) – koprodukce Opéra de Rennes, Opéra de Limoges a Opéra de Reims (2011–12)
- Clarice (G. Scarlatti: Dove è amore è gelosia – koncertní provedení; 2009)

Oratorní a kantátový repertoár
- Martinů: Špalíček
- Martinů: Kantáty
- Janáček: Věčné evangelium
- Janáček: Glagolská mše
- Mendelssohn-Bartholdy: Eliáš
- Brahms: Německé requiem
- Schubert: Mše č. 2 G dur
- Rejcha: Lenora
- A. Scarlatti: Stabat Mater
- Zelenka: Missa Dei Filii
- F. X. Brixi: Missa pastoralis
- Vaňhal: Stabat Mater
- Mozart: Velká mše c moll
- Mozart: Exultate, jubilate, KV 166
- Mozart: Requiem
- Dvořák: Stabat Mater
- Dvořák: Svatební košile
- Dvořák: Svatá Ludmila
- Dvořák: Mše Ddur
- Dvořák: Requiem
- Dvořák: Te Deum
- Fauré: Requiem
- Bernstein: Symfonie č. 3 – Kaddish

Písňové cykly
- Dvořák: Písně milostné, op. 83
- Dvořák: Sirotek – Rozmarýna, Op. 5
- Dvořák: Čtyři písně, Op. 82
- Wiedermann: Zpěvy duchovní
- Martinů: Nový Špalíček, H 288
- Ravel: Shéhérazade
- Šostakovič: Ze židovské poezie, op. 79
- Pololáník: Velikonoční cesta

## Dřívější mezzosopránové role
- Dido (Purcell: Dido a Aeneas – Divadlo J.K.Tyla v Plzni)
- Ruggiero (Händel: Alcina – koncertní provedení v rámci cyklu FOK)
- Bertarido (Händel: Rodelinda – koncertní provedení v rámci cyklu FOK)
- Rinaldo (Händel: Rinaldo – koncertní provedení v rámci cyklu FOK)
- Elisa (Bononcini: Astarto – koncertní provedení v rámci cyklu FOK)
- Vénus (Saint-Saëns: Hélène – koncertní provedení ve Státní opeře Praha)
- Alcina (Vivaldi: Orlando furioso – Státní opera Praha)
- Princ Orlofsky (Strauss: Netopýr – Státní opera Praha)
- Fenena (Verdi: Nabucco – Státní opera Praha)
- Mercedes (Bizet: Carmen – Státní opera Praha)
- Béatrice (Berlioz: Béatrice et Bénédict – Státní opera Praha)
- Druhá dáma (Mozart: Kouzelná flétna – Státní opera Praha; Národní divadlo v Praze)
- Druhá žínka (Dvořák: Rusalka – Státní opera Praha; Národní divadlo v Praze)
- Dorabella (Mozart: Così fan tutte – Opera Mozart; Státní opera Praha; Národní divadlo v Praze)
- Pastýř (Puccini: Tosca – Národní divadlo v Praze)
- Záviš (Smetana: Čertova stěna – Národní divadlo v Praze)
- Cherubín (Mozart: Figarova svatba – Národní divadlo v Praze)
- Minerva (Rameau: Castor et Pollux – Národní divadlo v Praze)
- Karolka (Janáček: Její pastorkyňa – Národní divadlo v Praze; Théâtre du Châtelet, Paris)

## Ocenění
- Za roli Mařenky v Havelkově inscenaci Prodané nevěsty v ND Brno byla nominována na Cenu Thálie 2006.
- Za roli Míly v Janáčkově opeře Osud v ND Brno byla nominována na Cenu Thálie 2012.
- Dne 25. března 2017 obdržela Cenu Thálie 2016 za titulní roli v Janáčkově opeře Káťa Kabanová v ND Brno.[3]

## Nahrávky
- 2016 Bohuslav Martinů – Cantatas (Pražský filharmonický sbor, sbormistr Lukáš Vasilek, Pavla Vykopalová – soprán, Jiří Brückler – baryton, Ivo Kahánek – klavír, Bennewitzovo kvarteto, Jaromír Meduna – vypravěč)
- 2016 Miloslav Kabeláč – Symphonies Complete (Symfonický orchestr Českého rozhlasu, Pražský filharmonický sbor, Pavla Vykopalová – soprán, Lucie Silkenová – soprán, Karel Dohnal – klarinet, Marko Ivanović – dirigent)
- 2005 Bedřich Antonín Wiedermann (Irena Chřibková – varhany, Pavla Vykopalová – mezzosoprán), CD obsahuje unikátní a dosud nepublikované skladby varhanního skladatele (1883–1951), který působil dlouhá léta jako varhaník v bazilice sv. Jakuba v Praze
- 2003 Antonín Rejcha – Lenore (Dramatische Kantate nach G.&.B.Bürger (1805/1806), Camilla Nylund (Lenore), Pavla Vykopalová (Die Mutter), Corby Welch (Erzähler), Vladimir Chmelo (Wilhelm), Pražský komorní sbor
- 1998 Jakub Jan Ryba: Česká mše vánoční (Zdena Kloubová, Pavla Vykopalová, Tomáš Černý, Roman Janál; Komorní sbor Českého rozhlasu; Kühnův dětský sbor; Virtuosi di Praga)